# 1520 (группа компаний)
ООО «Группа компаний 1520» (ГК 1520) — российский производственно-строительный холдинг, занятый в сфере проектирования и строительства железнодорожной инфраструктуры в России и ближнем зарубежье. Участвует в модернизации и развитии «Восточного полигона» — Транссибирской и Байкало-Амурской магистралей, в реконструкции и развитии Московского транспортного узла, а также в других проектах. Имеет в составе более 50 предприятий, 2500 единиц техники..
Крупнейший строительный подрядчик ОАО «РЖД». Лидер рейтинга Forbes «Короли госзаказа» в 2018 году. Сумма полученных подрядов от РЖД была оценена в 218,2 млрд рублей.
В 2021 году компания заняла 63 место в рейтинге журнала Forbes «200 крупнейших частных компаний России» с выручкой 161,7 млрд рублей.

## История
ГК 1520 основана в 2014 году. В настоящее время в её составе три дивизиона: проектный, строительный и ЖАТ (железнодорожная автоматика и телемеханика).
В проектный дивизион «Группы компаний 1520» входят: АО «Росжелдорпроект» (Москва), АО «Ленгипротранс» (Санкт-Петербург), АО «Дальгипротранс» (Хабаровск).
В строительный дивизион компании входят: УК «Бамстроймеханизация» (БСМ) (Хабаровск), ООО «Объединённая строительная компания 1520» (ОСК 1520) (Москва), АО «Форатек ЭнергоТрансСтрой» (Екатеринбург), ООО "ФСК «Мостоотряд-47» (Москва), ООО «Мостоотряд-55» (Москва), ООО «Энергомонтаж» (Санкт-Петербург).
В дивизион «Железнодорожная автоматика и телемеханика» (ЖАТ) входит: ООО «1520 Сигнал» (Москва).

## Деятельность
ГК является подрядчиком ОАО «Российские железные дороги», участвуя в его крупнейших инфраструктурных проектах. В частности, участвует в развитии Московского транспортного узла (АО «Росжелдорпроект», ООО «ОСК 1520», ООО ФК «Мостоотряд-47»); модернизации и реорганизации железнодорожной сети в Санкт-Петербурге и Ленинградской области (ПАО «Ленгипротранс»); модернизации железнодорожной инфраструктуры Байкало-Амурской и Транссибирской железнодорожных магистралей с развитием пропускных и провозных способностей (УК «БСМ» и АО «Дальгипротранс»).
В конце 2023 года группа «1520» купила у ВЭБ.РФ 48% «Нацпроектстроя» с портфелем заказов на 1,4 трлн рублей. После этого в составе «Нацпроектстроя» были консолидированы основные активы самой «1520», включая «Бамстроймеханизацию», ОСК «1520», «Ленгипротранс», «Мостострой-11», «Мостоотряд-47».

### Развитие Московского транспортного узла
АО «Росжелдорпроект» занимается проектированием московских центральных диаметров (МЦД). Для организации МЦД силами АО «Росжелдорпроект» и ООО «ОСК 1520» проектируется и строится новая железнодорожная транспортная ветвь, которая соединит Киевское и Смоленское направления Московской железной дороги. Сейчас в черте Москвы такое соединение отсутствует. 

### Модернизация и реорганизация железнодорожной сети в Санкт-Петербурге и Ленинградской области
ПАО «Ленгипротранс» проектирует железные дороги в черте города и в его окрестностях, возле торговых портов, развитие которых было утверждено на государственном уровне. Идёт строительство железнодорожной инфраструктуры для портов «Усть-Луга», «Бронка» (Санкт-Петербург), проектирование скоростных магистралей "Москва-Санкт-Петербург.

### Другие проекты
На Дальнем Востоке работают другие активы Группы компаний 1520 — УК «Бамстроймеханизация» и АО «Дальгипротранс».
«Дальгипротранс» занимается предпроектной проработкой перехода «Сахалин-материк» — железнодорожной линии от станции Селихин в Хабаровском крае до станции Ныш на Сахалине с возведением перехода в проливе Невельского.
УК «Бамстроймеханизация» участвует в проекте "Модернизация железнодорожной инфраструктуры Байкало-Амурской и Транссибирской железнодорожных магистралей с развитием пропускных и провозных способностей (Восточный полигон).
В области железнодорожной автоматики и телемеханики «Группа компаний 1520» провела сделку с «Бомбардье Транспортейшен». В результате сделки в собственность Группы перешло российско-шведское совместное предприятие ООО «Бомбардье Транспортейшн (Сигнал)», специализирующееся на разработке современных систем управления и обеспечения безопасности движения на железнодорожном транспорте. В результате предприятие было переименовано в ООО «1520 Сигнал».
С 2018 года «Группа компаний 1520» участвует в строительстве новых станций Московского метрополитена. В частности, в строительстве Сокольнической линии принимает участие «Объединённая строительная компания 1520». Также компания работает и на других ветках метрополитена — Арбатско-Покровской и Большой кольцевой линии.
Компании, входящие структуру группы принимали участие в реконструкции и развитии Московского центрального кольца, радиальных направлений Московского железнодорожного транспортного узла, строили олимпийские объекты в Сочи (железнодорожная линия от Туапсе до Адлера, совмещённая, автомобильная и железная, дорога Адлер — горноклиматический курорт «Альпика-Сервис», пассажирские терминалы железнодорожных станций Дагомыс, Сочи, Мацеста, Хоста).
Другие проекты Группы:
Комплексное развитие участка «Междуреченск-Тайшет» Красноярской железной дороги.
- Организация интермодальных перевозок в Москве, Казани, Владивостоке.
- Железнодорожные подходы к портам Азово-Черноморского бассейна.
- Комплексная реконструкция участка Котельниково — Тихорецкая — Кореновск — Тимашевская — Крымская с обходом Краснодарского узла Северо-Кавказской железной дороги.
- Реконструкция станции Тихорецкая.
- Комплексное развитие Новороссийского транспортного узла.
- Реконструкция железнодорожной линии Комсомольск-на-Амуре — Советская Гавань.
- Реконструкция транспортных подходов к портам Японского моря.
- Развитие железнодорожных станций Уссурийск, Первая Речка, Шкотово, Смоляниново, Находка-Восточная, Мыс Астафьева.[35][36][37][38][39]

### Проблемы с законом
В апреле 2019 года Следственный комитет Российской Федерации возбудил дело по материалам дела бывшего полковника МВД Дмитрия Захарченко, в квартире родственников которого изъяли почти 9 млрд рублей наличных в рублях и иностранной валюте. Совладельцам ГК «1520» Валерию Маркелову (арестован в октябре прошлого года) и Борису Ушеровичу (объявлен в международный розыск) предъявлено обвинения в даче взяток Захарченко. 14 августа 2019 года сотрудники правоохранительных органов и ФСБ России провели обыски по нескольким адресам, связанным с совладельцами «1520». Следствие подозревает, что средства «1520» (около 200 млрд рублей) выводились за рубеж с помощью так называемой «молдавской схемы» через ряд банков.

## Награды
- Орден «За доблестный труд» (22 апреля 2024 года) — за большой вклад в реконструкцию, развитие и в связи с 50-летием начала строительства Байкало-Амурской железнодорожной магистрали[40].